# Denis Spicov
Denis Spicov, celým jménem Denis Sergejevič Spicov (* 16. srpna 1996, Vožega, Vologdská oblast, Rusko), je ruský běžec na lyžích, trojnásobný olympijský medilista ze Zimních olympijských her 2018 v jihokorejském Pchjongčchangu. Vybojoval bronz v závodě na 15 km volně a stříbra se štafetou a ve sprintu dvojic.

## Výsledky na OH
- 2 medaile – (individuálně – 1 bronz, štafeta – 1 stříbro)

| Rok  | Věk | 15 km                                                                  | 30 km skiatlon | 50 km hromadný start                                                | sprint | 4 × 10 km štafeta muži                                                  | sprint dvojic                                                         |
| ---- | --- | ---------------------------------------------------------------------- | -------------- | ------------------------------------------------------------------- | ------ | ----------------------------------------------------------------------- | --------------------------------------------------------------------- |
| 2018 | 21  | 3.                                                                     | 4.             | 20.                                                                 | —      | 2.                                                                      | 2.                                                                    |
| 2022 | 25  | Běh na lyžích na Zimních olympijských hrách 2022 – 15 km klasicky muži | 2.             | Běh na lyžích na Zimních olympijských hrách 2022 – 50 km volně muži |        | Běh na lyžích na Zimních olympijských hrách 2022 – štafeta 4×10 km muži | Běh na lyžích na Zimních olympijských hrách 2022 – sprint dvojic muži |